# Palenque (ciutat de Chiapas)
Palenque és la sisena ciutat per habitants de l'estat mexicà de Chiapas i la més poblada i capital del municipi homònim. D'origen maia, és una ciutat situada prop del riu Usumacinta, i el seu principal atractiu turístic és la zona arqueològica de Palenque. Es troba a 3.5 km del riu Chacamax, 21.5 km de les cascades de Misol-Ha, a 62 km de les Cascades de Agua Azul i a pocs quilòmetres d'Agua Clara.
Gaudeix d'un clima càlid humit, amb una mitjana de temperatura anual de 26 °C, la precipitació pluvial és de 2762,9 mm a l'any, els vents dominants són del nord, especialment a l'hivern.
La zona arqueològica de Palenque és un punt d'atracció turística a la zona, i al museu Alberto Ruz Lhuillier s'exhibeixen col·leccions arqueològiques així com il·lustracions i objectes de pioners, viatger, exploradors i historiadors que han contribuït per a la investigació de les ruïnes arqueològiques, el lloc és administrat per l' Institut Nacional d'Antropologia i Història.

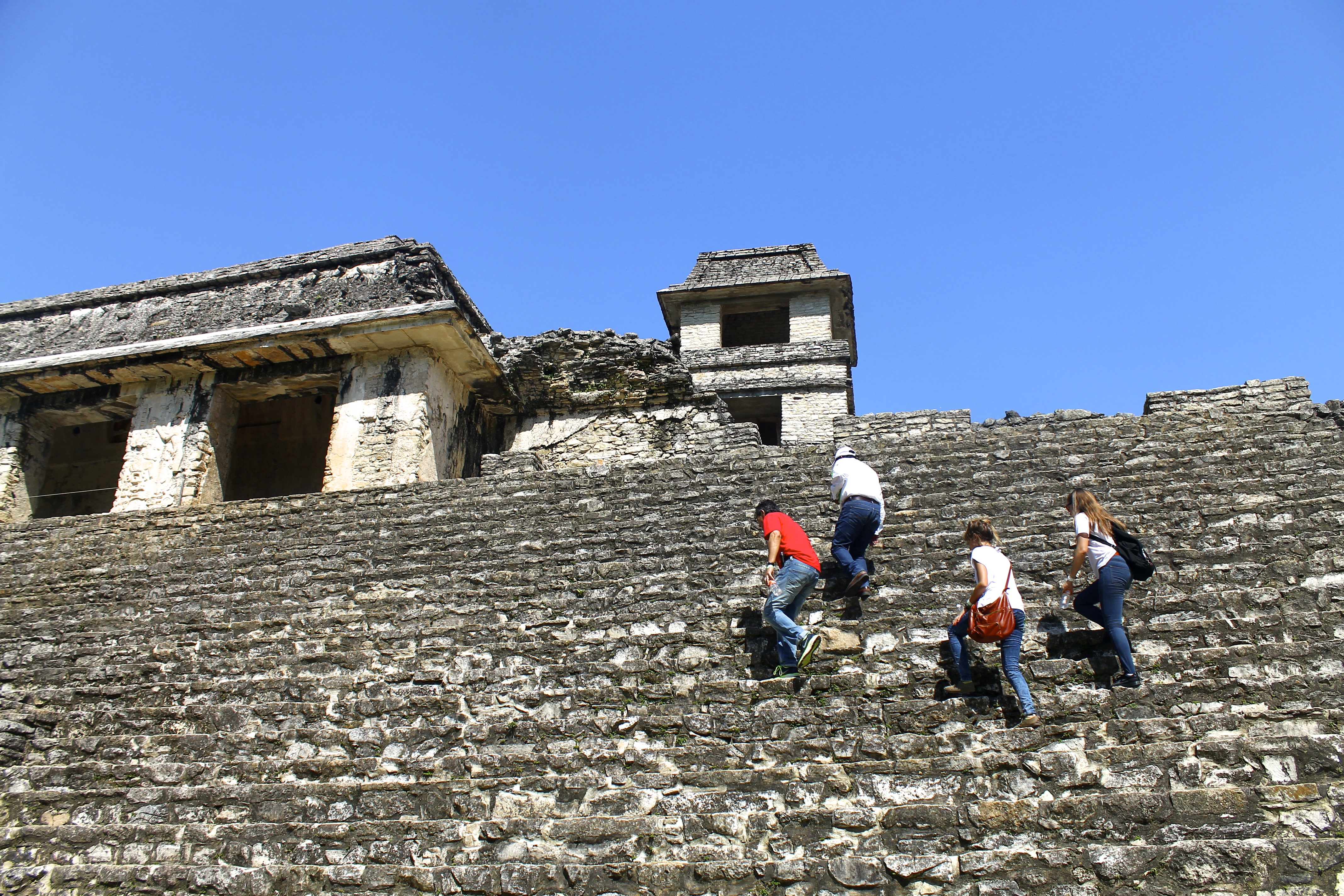
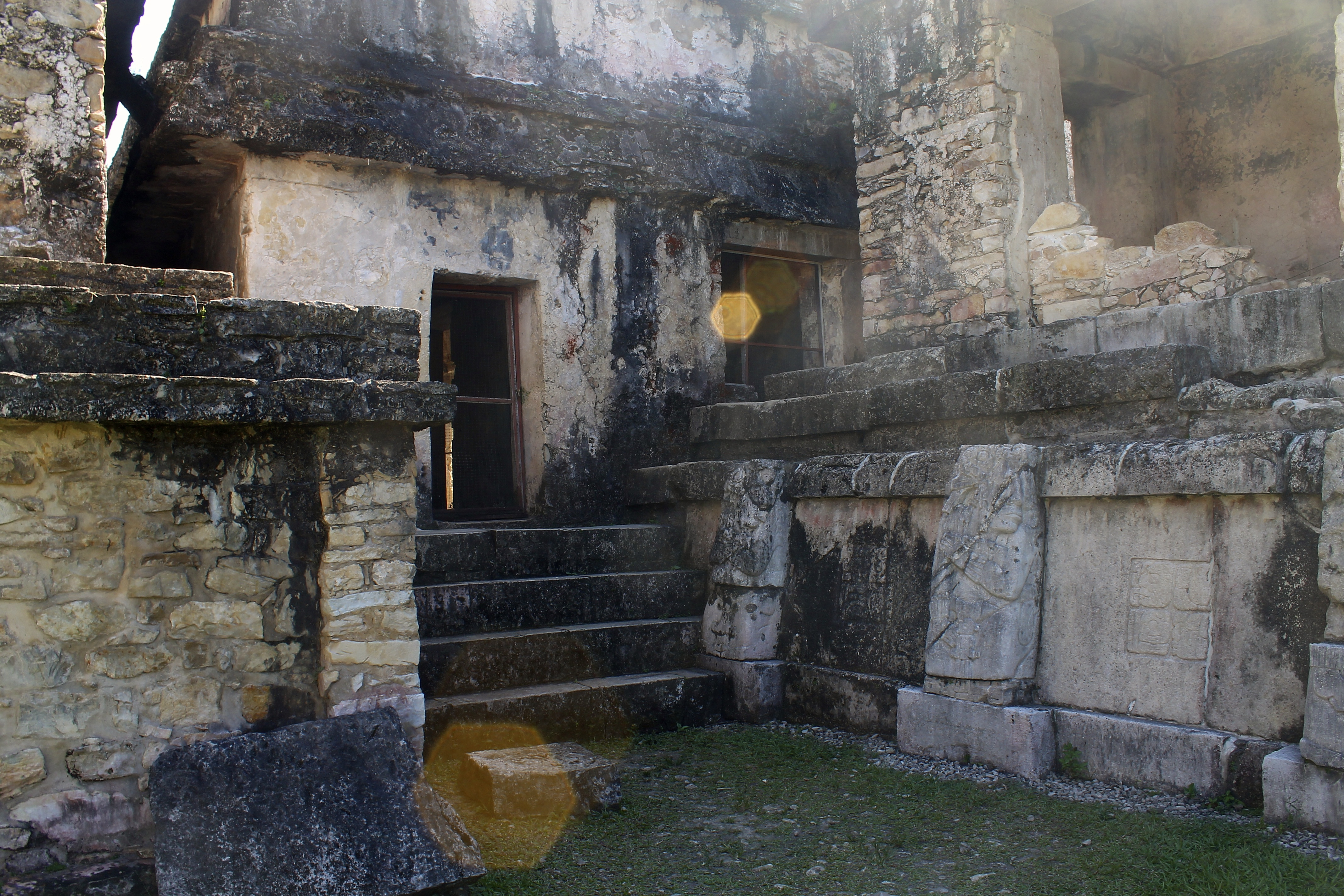
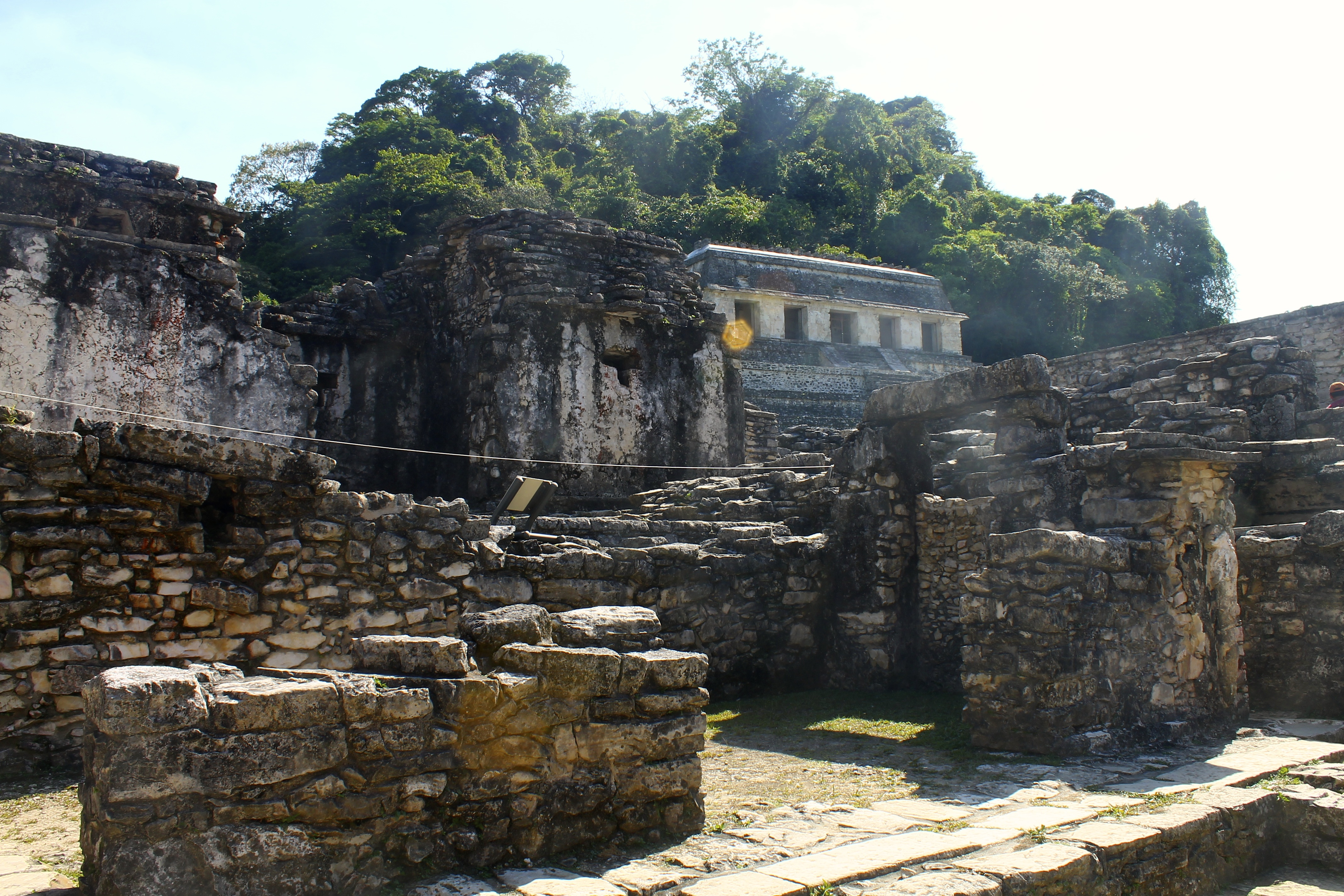
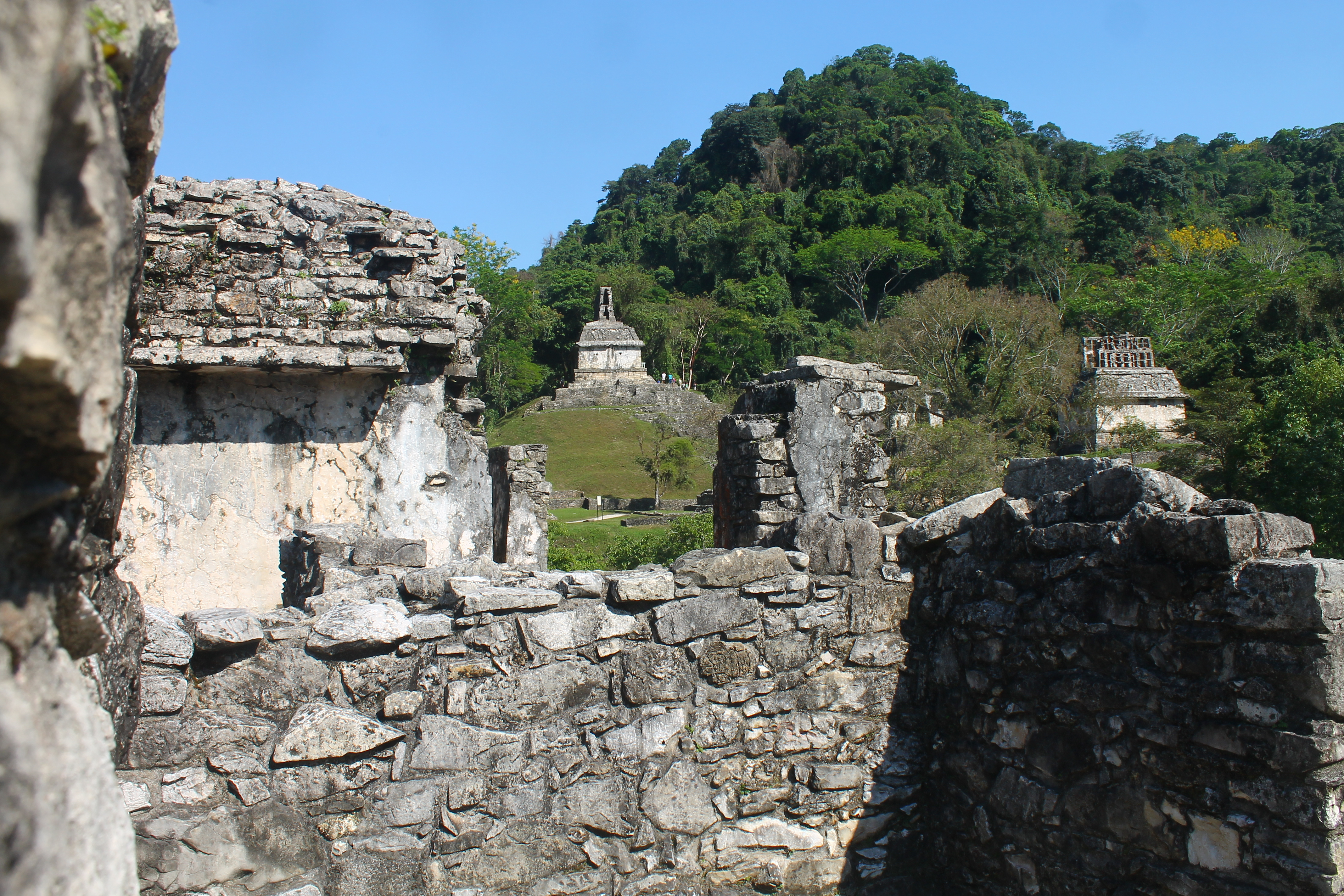
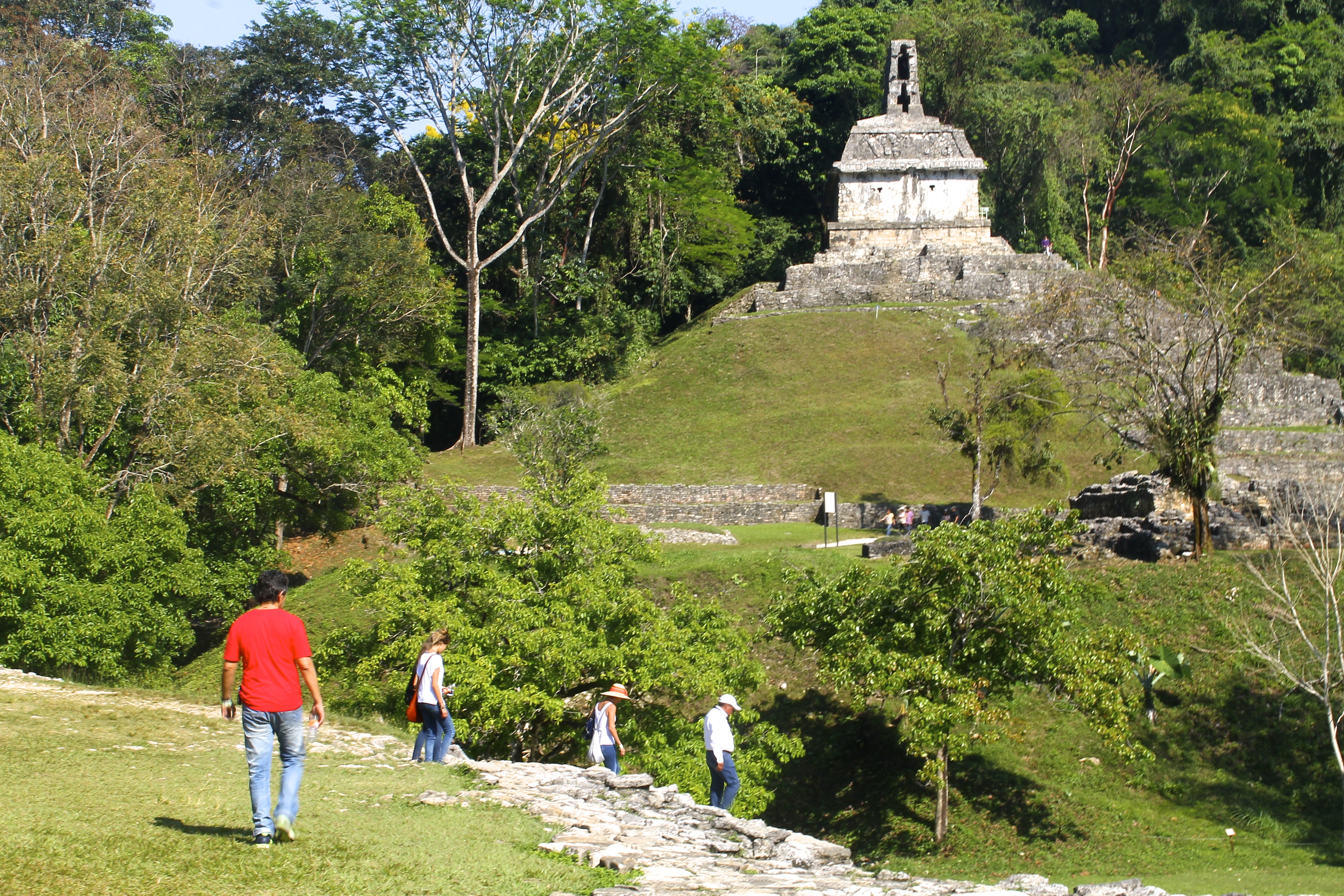
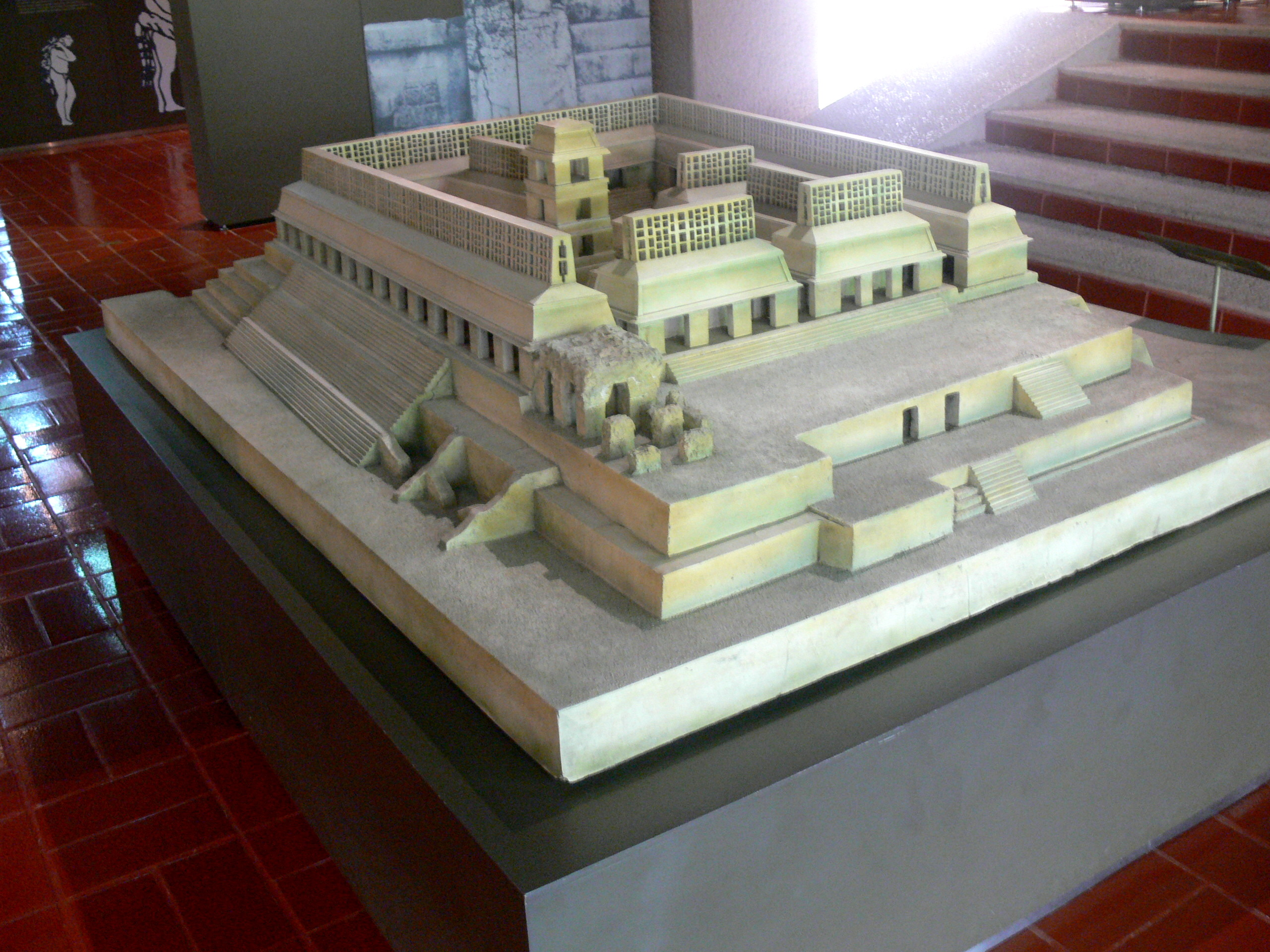
Museu Alberto Ruz Lhuillier
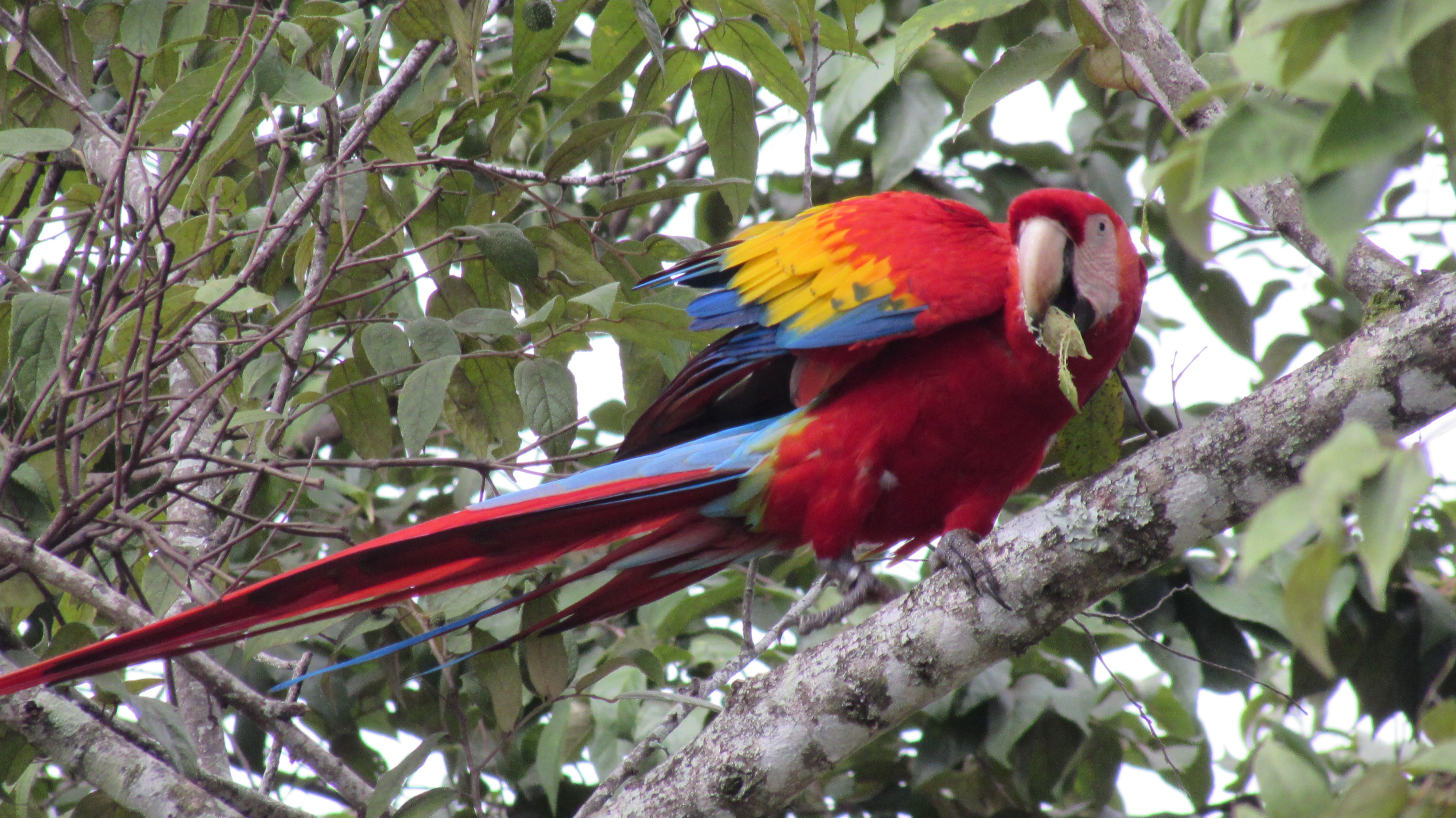
Guacamai a Palenque
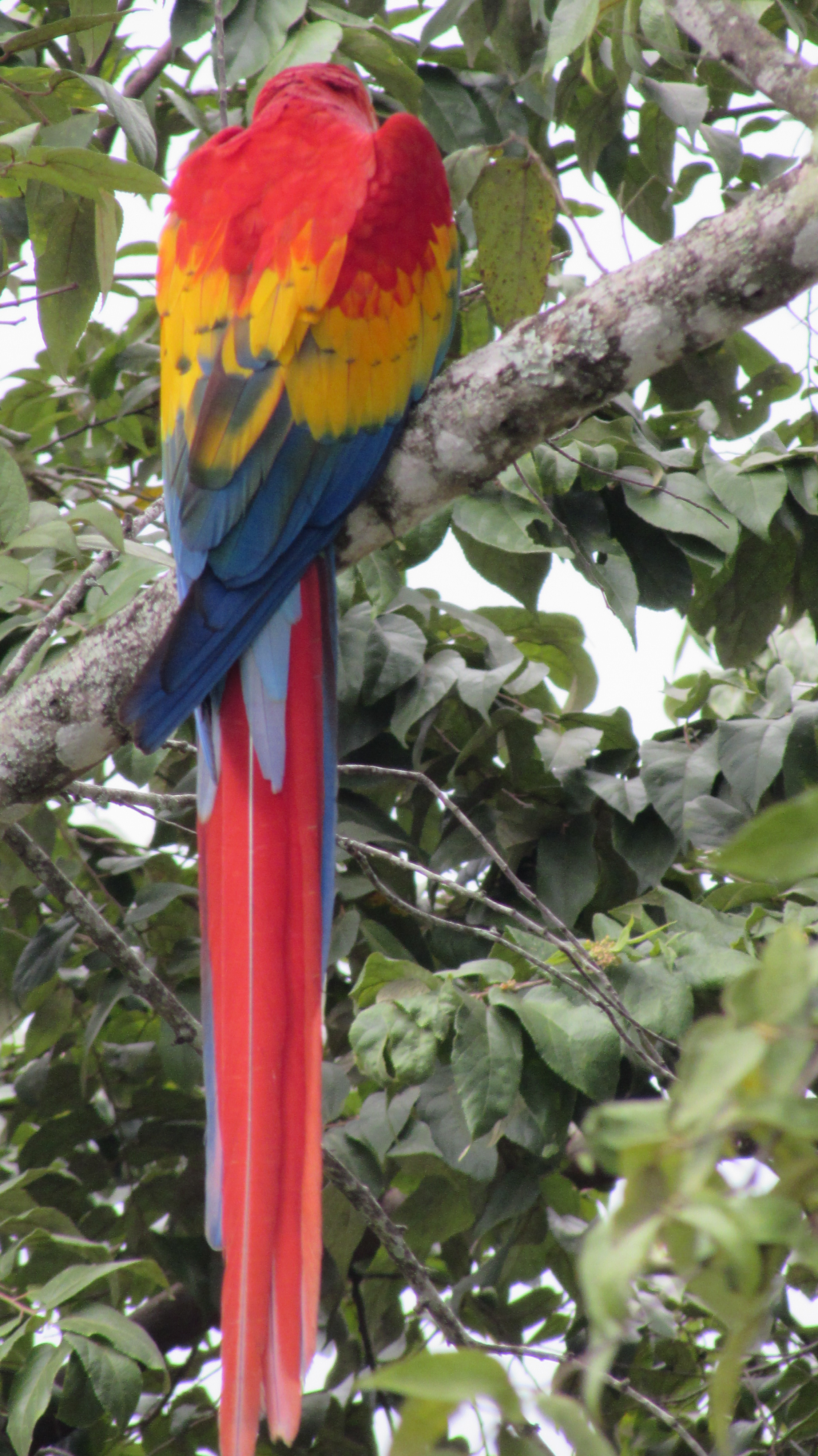
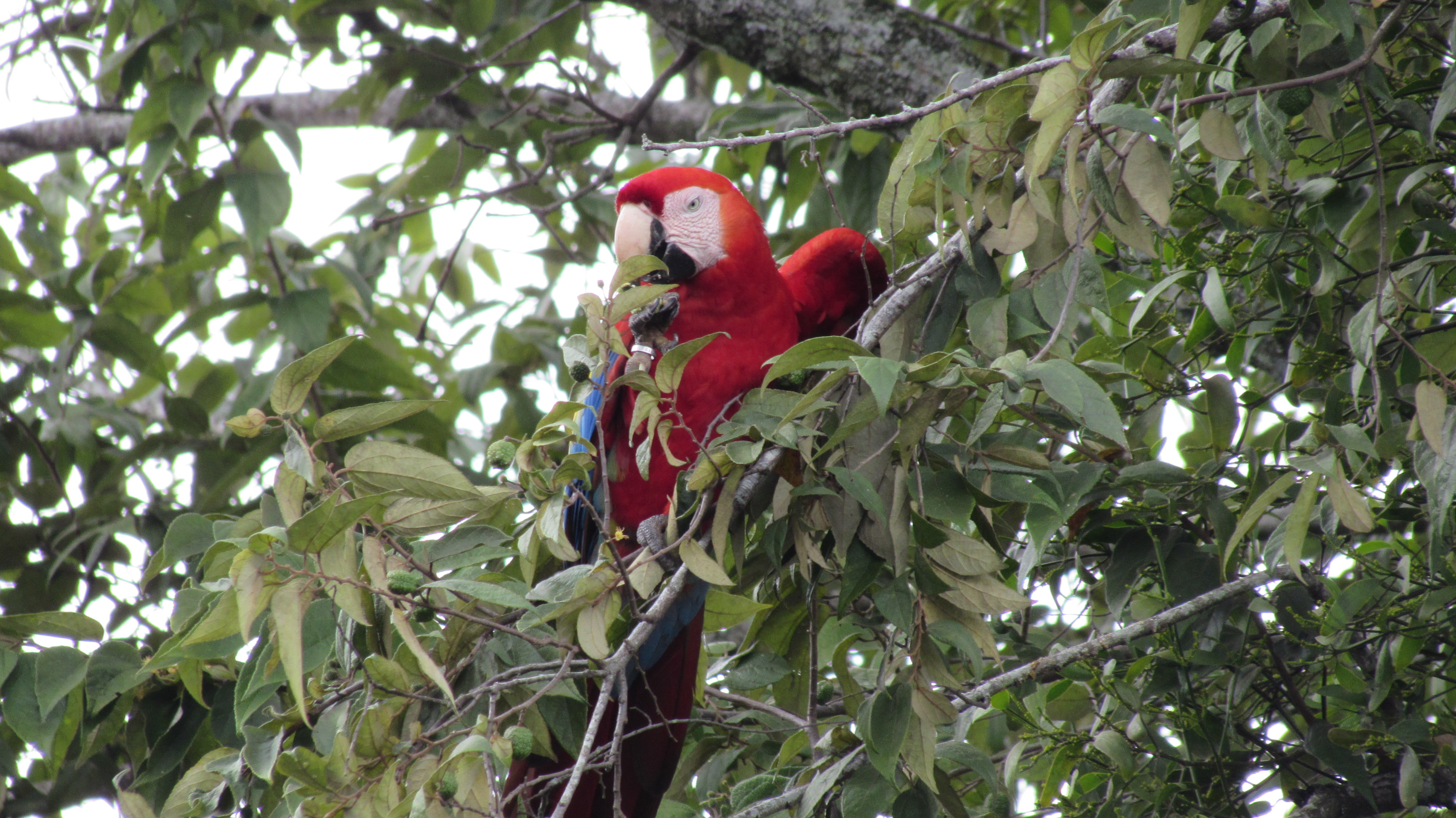